# كوجي كيمورا
كوجي كيمورا (باليابانية: 木村興治) هو لاعب تنس الطاولة ياباني، ولد في 1 ديسمبر 1940.